# Reginald Percy Crabbe
Reginald Percy Crabbe (* 15. Juli 1883 in Barton, Gloucestershire; † 22. Oktober 1964 in Bexhill-on-Sea, East Sussex) war ein britischer Mittelstreckenläufer und Bischof der Anglican Church of Kenya in der Anglikanischen Gemeinschaft.
Bei den Olympischen Zwischenspielen 1906 in Athen wurde er Vierter über 800 m und Siebter oder Achter über 1500 m.
Von 1936 bis 1953 war er Bischof von Mombasa und wurde 1953, nach seiner Rückkehr nach England, Assistenzbischof von Portsmouth bis 1958.